# Citizen Ruth
Citizen Ruth (bra: Ruth em Questão; prt: Caminhos Mal Traçados) é um filme de comédia dos Estados Unidos de 1996, realizado por Alexander Payne.

## Elenco
- Laura Dern (Ruth Stoops)
- Swoosie Kurtz (Diane)
- Kurtwood Smith (Norm Stoney)
- Mary Kay Place (Gail Stoney)
- Kelly Preston (Rachel)
- M.C. Gainey (Harlan)
- Kenneth Mars (Dr. Charlie)
- David Graf (Juiz Richter)
- Kathleen Noone (Pat)
- Tippi Hedren (Jessica Weiss)
- Burt Reynolds (Blaine Gibbons)
- Lance Rome (Ricky)
- Alicia Witt (Cheryl)
- Diane Ladd (Mãe de Ruth)